# Love (album, Thalía)
Love je třetím albem mexické zpěvačky Thalíe. Které vyšlo u nahrávací společností Melody/Fonovisia, která patřila pod Univision Muic Group.

## Seznam písní
1. "A la Orilla del Mar" (M. Esperón, E. Cortázar)
2. "Sangre" (Thalía Sodi)
3. "La Vie en Rose (La Vida en Rosa)" (Edith Piaf, Mack David, Marcel Louiguy)
4. "Love" (Luis Carlos Esteban)
5. "El Día del Amor" (Luis Carlos Esteban)
6. "Flor de Juventud"
7. "El Bronceador" (Luis Carlos Esteban)
8. "No es el Momento"
9. "Cien Años" (Alberto Cervantes, Ruben Fuentes)
10. "Flores Secas en la Piel"
11. "No Trates de Engañarme"
12. "Déjame Escapar"

## Singly
- Love
- El Bronceador
- La Vie En Rose
- El Día Del Amor
- No Trates de Engañarme
- Sangre
- Déjame Escapar
- Flor De Juventud
- Maria Mercedes